# Stinson Junior
Stinson Junior S är ett amerikanskt privatflygplan. 
Stinson Junior introducerades på flygmarknaden under våren 1928 som ett litet privatflygplan. Det var en förminskad modell av Eddie Stinsons tidigare konstruktioner. Två av de tidiga SM-2 varianterna deltog i tävlingen National Air Tour 1928 med fabrikens testpilot Randolph Page som slutade på tredje plats och ett flögs av Bruce Braun som slutade på sjätte plats. Under 1928 års Air Derby från New York till Los Angeles flög Geo. W. Hopkins sträckan på 34 och en halv timme. Det gav honom en elfteplacering.  
Flygplanet är ett högvingat monoplan i ett klassiskt Stinson-utförande. Flygplanskroppen tillverkades i en fackverkskonstruktion av stålrör som kläddes med duk. Vingarna var uppbyggda runt en träbalk som försågs med spryglar, vingframkanterna kläddes med träfaner, medan övriga ytor var klädda med spänd duk. Hjullandstället var fast med ett litet sporrhjul under fenan. Två bränsletankar på drygt 90 liter byggdes in i vingarna närmast flygplanskroppen. Förarkabinen kunde utrustas för en eller två förarplatser, höjd och skevroder manövrerades med en spak, medan sidrodret påverkades av pedaler. Propeller var tvåbladig av metall, och flygplanet startades genom att man ryckte propellern. Som extra tillbehör kunde flygplanet förses med en elektrisk startmotor. De första flygplanen försågs med en sjucylindrig Warner Scarab stjärnmotor på 110 hk. Flygplanet visade sig ha bra flygegenskaper trots den svaga motorn, men Stinson valde att utveckla modellen med en starkare motor. Detta krävde förstärkning av flygplanets konstruktion, och med viktökningen kunde inte flygplanet längre räknas till den lätta klassen. Under de år flygplanet tillverkades kom motoralternativen att bli många. Introduktionen av SM 2AA var ett steg i den riktningen flygplanet utrustades med en femcylindrig Wright J6 stjärnmotor på 150-165 hk. Samtidigt blev flygplanet 4-sitsigt med ett litet bagageutrymme bakom de bakre passagerarplatserna för att tillmötesgå köparnas önskemål. I april 1930 introducerade man modellen SM 8A som var försedd med en Lycoming R-680 niocylindrig stjärnmotor.
25 januari 1932 dödades Eddie Stinson när han havererade med en Stinson Junior utanför Chicago. Runt klockan ett på natten tvingades han nödlanda och såg på grund av mörkret inte en flaggstång. Ena vingen slog i flaggstången och flygplanet föll rakt ner mot marken. 
Till Sverige importerades en Stinson Junior som registrerades i luftfartygsregistret 17 augusti 1936 under koden SE-AFE. Flygplanet ägdes första tiden av Jönköpings Flygaktiebolag men såldes 1942 till Björkvallaflyg som använde flygplanet som luftmål åt svenska försvaret under andra världskriget. 1946 flög Skandinaviska Aero passagerarflygningar med flygplanet. Under en rundflygning runt Åreskutan totalhavererade flygplanet i Åre. Alla fem ombord omkom. 